# Precious Memories
Precious Memories är ett studioalbum av Dolly Parton, släppt 17 april 1999. Albumet såldes enbart i Dollywood och alla vinstintäkter gick till Dollywood Foundation. Det var hennes 36:e studioalbum.

## Låtlista
1. "Precious Memories"
2. "Power In The Blood"
3. "In the Sweet By and By" (Sanford F. Bennett & Joseph P. Webster)
4. "Church In The Wildwood"
5. "Keep On The Firing Line"
6. "Amazing Grace"
7. "Old Time Religion"
8. "Softly And Tenderly"
9. "Farther Along"
10. "What A Friend We Have In Jesus"
11. "In The Garden"
12. "When The Roll Is Called Up Yonder"